# Зв'язок у Маріуполі
Зв'язок у Маріуполі представлений провідними українськими операторами мобільного зв'язку (Київстар, Life:), МТС Україна, ТриМоб). Раніше у місті працювало 10 АТС, останнім часом  додалося 8 цифрових АТС.
Зараз діють наступні АТС:
- Укртелеком: 24, 33, 34, 37, 38, 43, 47, 49, 50, 51, 52, 53, 54, 58;
- Телекомунікаційна група VEGA (раніше - Фарлеп і Телеком-Україна): 40, 41, 46, 56;

Також існують внутрішньозаводські станції комбінату ім. Ілліча (АТС-3, 6), Азовмаша (АТС-9), які мають "вихід у місто" через АТС-43.
В 2000-х роках зроблена заміна наступних маріупольських АТС:
- 35-ХХ-ХХ замінений на 51-ХХ-ХХ (зі зміною останніх цифр),
- 39-ХХ-ХХ замінений на 43-ХХ-ХХ (без зміни останніх цифр),
- 22-ХХ-ХХ замінений на 58-ХХ-ХХ (без зміни останніх цифр),
- 23-XX-XX замінений на 58-XX-XX (c зміною останніх цифр).

## Історія
У грудні 1860 року почала працювати телеграфна лінія Одеса-Ростов, прокладена через Маріуполь. З'явилася поштово-телеграфна контора.
В 1895 році в місті почав працювати телефонний зв'язок - був придбаний перший комутатор на 100 номерів.
У червні 1910 року в Маріупольському повіті розпочато прокладку телефонних дротів і спорудження міжміської лінії Маріуполь - Юзівка. Роботи проводило Харківське відділення акціонерного товариства "Siemens & Halske AG".
На 1 січня 1912 року в Маріуполі було 316 абонентів телефонної станції.
У липні 1946 року на міжміській телефонній станції були обладнані дві кабіни з телефонами для розмов за замовленнями, а також установлений таксофон для розмов по місту.
У вересні 1943 року після вигнання фашистів з Маріуполя почалося відновлення міста. До відновлення електрозв'язку міста першими приступилися військові зв'язківці 10-го ремонтно-відбудовчого батальйону зв'язку.
10 вересня 2016 року на 238-річчя заснування Маріуполя зв'язок 3G від Київстар з'явився в місті Маріуполь і 9 довколишніх селищах.